# Laevichlamys multisquamata
Laevichlamys multisquamata är en musselart som först beskrevs av Dunker 1864.  Laevichlamys multisquamata ingår i släktet Laevichlamys och familjen kammusslor. Inga underarter finns listade i Catalogue of Life.